# Esqui alpino nos Jogos Olímpicos de Inverno de 2022 - Downhill masculino
A competição de downhill masculino nos Jogos Olímpicos de Inverno de 2022 foi disputado em 7 de fevereiro no Centro Nacional de Esqui Alpino Yanqing em Yanqing, Pequim.

## Medalhistas
| Ouro   | SUI Beat Feuz      |
| Prata  | FRA Johan Clarey   |
| Bronze | AUT Matthias Mayer |

## Resultados
| Pos. | Bib | Atleta                   | País               | Tempo          | Diferença      |
| ---- | --- | ------------------------ | ------------------ | -------------- | -------------- |
| 01 ! | 13  | Beat Feuz                | SUI Suíça          | 1:42.69        | —              |
| 02 ! | 19  | Johan Clarey             | FRA França         | 1:42:79        | +0.10          |
| 03 ! | 9   | Matthias Mayer           | AUT Áustria        | 1:42.85        | +0.16          |
| 4    | 12  | James Crawford           | CAN Canadá         | 1:42.92        | +0.23          |
| 5    | 11  | Aleksander Aamodt Kilde  | NOR Noruega        | 1:43.20        | +0.51          |
| 6    | 15  | Dominik Paris            | ITA Itália         | 1:43:21        | +0.52          |
| 7    | 17  | Marco Odermatt           | SUI Suíça          | 1:43:40        | +0.71          |
| 8    | 1   | Vincent Kriechmayr       | AUT Áustria        | 1:43:45        | +0.76          |
| 9    | 20  | Max Franz                | AUT Áustria        | 1:43:52        | +0.83          |
| 10   | 23  | Boštjan Kline            | SLO Eslovênia      | 1:43:75        | +1.06          |
| 11   | 22  | Adrian Smiseth Sejersted | NOR Noruega        | 1:43:82        | +1.13          |
| 11   | 25  | Maxence Muzaton          | FRA França         | 1:43:82        | +1.13          |
| 13   | 14  | Romed Baumann            | GER Alemanha       | 1:43:84        | +1.15          |
| 14   | 16  | Ryan Cochran-Siegle      | USA Estados Unidos | 1:43:91        | +1.22          |
| 15   | 8   | Matteo Marsaglia         | ITA Itália         | 1:44.06        | +1.37          |
| 16   | 7   | Niels Hintermann         | SUI Suíça          | 1:44.08        | +1.39          |
| 17   | 32  | Adur Etxezarreta         | ESP Espanha        | 1:44.12        | +1.43          |
| 17   | 6   | Andreas Sander           | GER Alemanha       | 1:44.12        | +1.43          |
| 19   | 3   | Bryce Bennett            | USA Estados Unidos | 1:44:25        | +1.56          |
| 20   | 18  | Travis Ganong            | USA Estados Unidos | 1:44:39        | +1.70          |
| 21   | 5   | Daniel Hemetsberger      | AUT Áustria        | 1:44:59        | +1.90          |
| 22   | 29  | Brodie Seger             | CAN Canadá         | 1:44:68        | +1.99          |
| 23   | 26  | Josef Ferstl             | GER Alemanha       | 1:44:69        | +2.00          |
| 24   | 28  | Miha Hrobat              | SLO Eslovênia      | 1:44:71        | +2.02          |
| 25   | 24  | Stefan Rogentin          | SUI Suíça          | 1:44:95        | +2.26          |
| 26   | 27  | Blaise Giezendanner      | FRA França         | 1:45:00        | +2.31          |
| 27   | 10  | Matthieu Bailet          | FRA França         | 1:45.23        | +2.54          |
| 28   | 31  | Marco Pfiffner           | LIE Liechtenstein  | 1:45:79        | +3.10          |
| 29   | 36  | Arnaud Alessandria       | MON Mônaco         | 1:46.25        | +3.56          |
| 30   | 41  | Barnabás Szőllős         | ISR Israel         | 1:46.88        | +4.19          |
| 31   | 37  | Jack Gower               | IRL Irlanda        | 1:47.61        | +4.92          |
| 32   | 35  | Henrik Von Appen         | CHI Chile          | 1:47.69        | +5.00          |
| 33   | 39  | Ivan Kovbasnyuk          | UKR Ucrânia        | 1:48.09        | +5.40          |
| 34   | 40  | Simon Breitfuss          | BOL Bolívia        | 1:48.26        | +5.57          |
| 35   | 43  | Albin Tahiri             | KOS Kosovo         | 1:52.44        | +9.75          |
| 36   | 42  | Xu Mingfu                | CHN China          | 1:56.93        | +14.24         |
| 37   | 2   | Dominik Schwaiger        | GER Alemanha       | Did not finish | Did not finish |
| 37   | 4   | Christof Innerhofer      | ITA Itália         | Did not finish | Did not finish |
| 37   | 21  | Broderick Thompson       | CAN Canadá         | Did not finish | Did not finish |
| 37   | 33  | Marko Vukićević          | SRB Sérvia         | Did not finish | Did not finish |
| 37   | 34  | Nejc Naraločnik          | SLO Eslovênia      | Did not finish | Did not finish |
| 37   | 38  | Zhang Yangming           | CHN China          | Did not finish | Did not finish |
| 37   | 30  | Kjetil Jansrud           | NOR Noruega        | Did not start  | Did not start  |

Legenda
| Recorde mundial      | Recorde mundial (World record)               |                       | Recorde africano                      | Recorde africano (African) |                                           | Q | Classificado por posição (Qualified) |
| Recorde olímpico     | Recorde olímpico (Olympic record)            | Recorde da América    | Recorde da América (Americas)         | q                          | Classificado por melhor tempo (Qualified) |   |                                      |
| Melhor marca do ano  | Melhor marca do ano (World leading)          | Recorde asiático      | Recorde asiático (Asian)              | DNS                        | Não largou (Did not start)                |   |                                      |
| Recorde nacional     | Recorde nacional (National record)           | Recorde europeu       | Recorde europeu (European)            | DNF                        | Não terminou (Did not finish)             |   |                                      |
| Recorde pessoal      | Recorde pessoal do atleta (Personal best)    | Recorde da Oceania    | Recorde da Oceania (Oceania)          | DSQ / DQ                   | Desclassificado (Disqualified)            |   |                                      |
| Recorde da temporada | Recorde da temporada do atleta (Season best) | Recorde sul-americano | Recorde sul-americano (South America) | NM                         | Sem marca (No mark)                       |   |                                      |